# Uroteuthis reesi
Uroteuthis reesi är en bläckfiskart som först beskrevs av Voss 1962.  Uroteuthis reesi ingår i släktet Uroteuthis och familjen kalmarer. Inga underarter finns listade i Catalogue of Life.